# Daumazan-sur-Arize
Daumazan-sur-Arize è un comune francese di 736 abitanti situato nel dipartimento dell'Ariège nella regione dell'Occitania.

## Società

### Evoluzione demografica
Abitanti censiti